# フォーミュラ・BMW

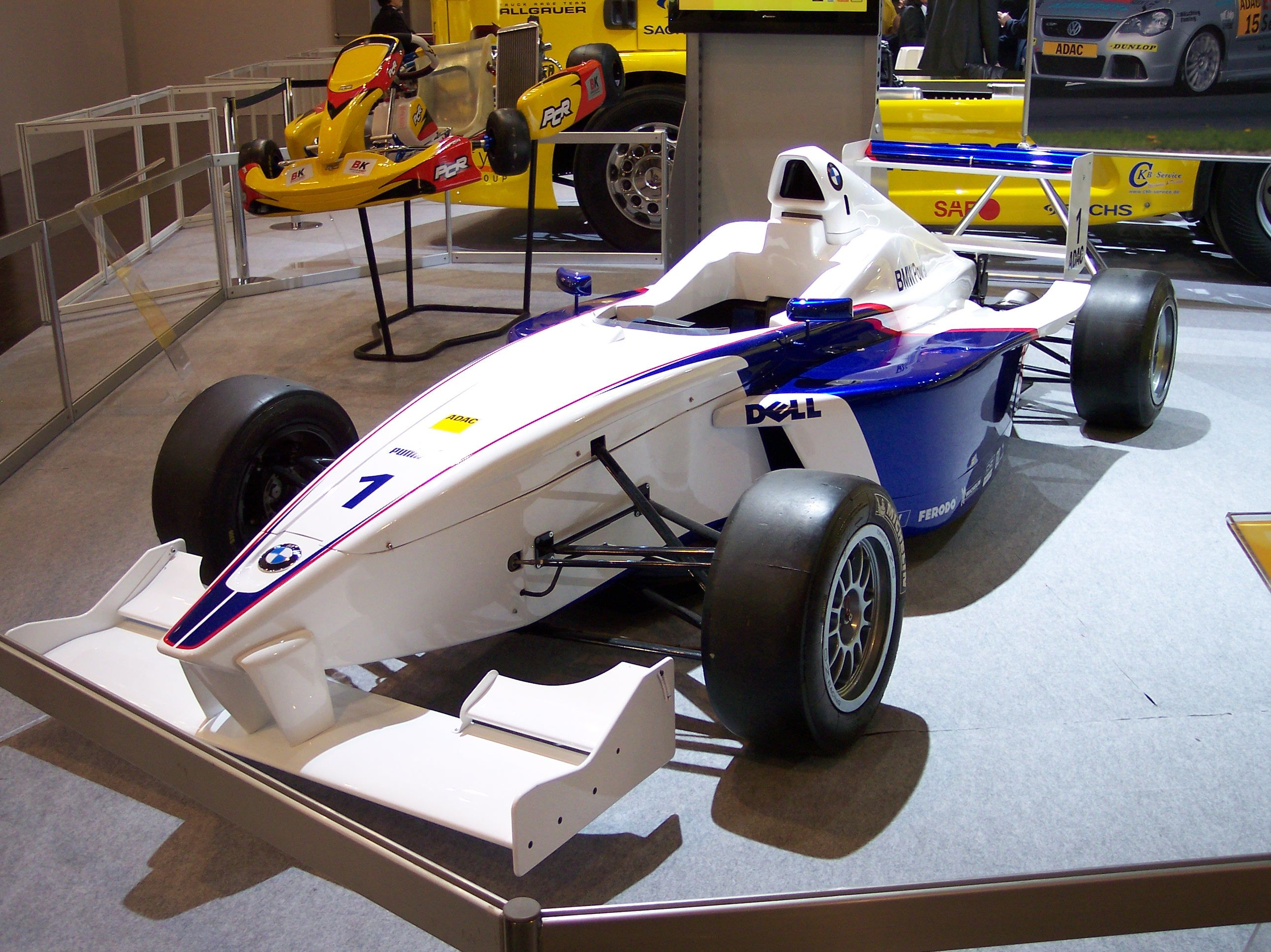
BMW ADAC 2006

フォーミュラBMW（フォーミュラビーエムダブリュー）は、1998年から2013年にかけて開催されていた入門フォーミュラカーレース（ジュニア・フォーミュラ）の一カテゴリーである。

## 概要
フォーミュラBMW選手権は、世界から優秀な若手の発掘を目的として、イギリス、ドイツ（de:Formel BMW ADAC） 、アメリカ、アジアで各シリーズが行われており、12月には各シリーズのチャンピオンを集めて、「フォーミュラBMW・ワールドファイナル」（世界一決定戦）が開催される。このレースの優勝者にはF1テストドライブの機会が与えられる。
アジアシリーズは、AFOS（アジアン・フェスティバル・オブ・スピード）に組みこまれており、日本では2004年にオートポリスでレースが開催されたことがある。

## マシン
マシンはワンメイクで、二輪BMW・K1200RSに搭載されていた直列4気筒1,200cc（140hp/9,250rpm）のエンジン、カーボンモノコックのシャシー、シーケンシャル6速のトランスミッションなどで構成される。車両重量は450kg、全長3,950mm、全幅1,740mm、全高980mm。

## 卒業生
ニコ・ロズベルグ、ニコ・ヒュルケンベルグ、クリスチャン・クリエン、ティモ・グロック等がこのシリーズの卒業生である。特に2003年から2004年にかけて参戦したセバスチャン・ベッテルは2004年シーズンに20戦中18勝、ポールポジション14回、ファステストラップ13回、全戦表彰台という圧倒的な成績でチャンピオンとなった。アジアシリーズには日本人も参加しており、過去の代表的な参加者としては井原慶子らがいる。